# Fiskevattenägarna Dalarna-Gävleborg
Fiskevattenägarna Dalarna-Gävleborg är en intresseorganisation för fiskevårdsområdesföreningar i och kring Dalarna och Gävleborg. Förbundet sammansluter även samfälligheter, enskilda fiskerättsägare och kommuner.

## Historik
Fiskevattenägarna Dalarna-Gävleborg bildades år 2005 som en rekonstruktion efter det tidigare fiskevattenägareförbundet i regionen, Fiskevårdsförbundet MITT som hade gått i konkurs året innan. Vid bildandet valdes Rättviks kommunalråd Jonny Jones till ordförande för förbundet och övriga styrelseposter innehades av en blandning av fiskevårdsområdesföreningar, kommuner och enskilda fiskerättsägare.
År 2010 begärde Fiskevattenägarna Dalarna-Gävleborg utträde ur Sveriges fiskevattenägareförbund efter att Sveriges fiskevattenägareförbund beslutat om att centralisera medlemskapet och samtidigt höja medlemsavgifterna. Fiskevattenägarna Dalarna-Gävleborg motiverade  utträdet med att höjningen av medlemsavgiften i många fall skulle innebära att fiskevårdsområdesföreningarna fick en avgiftshöjning om 300 procent och att de pengar som regionförbundet skulle få behålla inte skulle räcka till att driva den egna verksamheten.
Förbundet utträdde med detta ur riksförbundet år 2011 och har sedan dess varit fristående från riksorganisationer.

### Ordförande för förbundet
- 2005-2006 Jonny Jones, kommunalråd Rättviks kommun
- 2006-2010 Dan Westerberg, kommunalråd Falu kommun
- 2010-? Lars Lerheim, ordförande Åmots fvof
- ????- Bengt Benjaminsson, Rämshyttans fvof

## Verksamhet
Förbundet bedriver idag verksamhet inom ett flertal områden som syftar till att utveckla och stödja fiskevårdsområdesföreningarna. På sin hemsida skriver man Syftet med fiskevattenägarna är att arbeta för fiskevattenägarnas gemensamma intressen, vilket gör att vi arbetar med fiskevård, juridik kring fiske, näringspolitisk bevakning och allt annat som behövs för att hjälpa medlemmarna att bedriva en adekvat och funktionell fiskevård.
Den verksamhet som förbundet främst bedriver är utbildningsverksamhet, främst utbildning till fisketillsynsman och förvaltning av fiskevårdsområdena, men man arbetar även med näringspolitisk bevakning och att utveckla service för fiskevårdsområdesföreningarna. Detta t.ex. genom att ta fram sådant material som fiskevårdsområdesföreningarna behöver, t.ex. fiskekort, block med kontrollavgifter och försäkringar för föreningarna och deras funktionärer.
Förbundet har även samarbete med jurister kring fiske- och vattenrättsliga frågor och men fiskevårdskonsulter för arbete med praktisk fiskevård och stöder även medlemmarna därigenom i dessa frågor.

### Nobeldagslunch
Förbundet anordnar varje år även en lunch på Nobeldagen varje år. Vid lunchen anordnas det ett föredrag kring något aktuellt ämne och man delar även ut vandringspriset Bronsfisken  till den eller de som har gjort något för fisket och/eller landsbygden i regionen. Pristagare under åren har varit:
- 2012: Benny Bohlin, för sitt arbete för fisket, fiskevården och fiskevårdsområdesföreningarna i regionen och riket som helhet.
- 2010: Gimmens fvof, för deras arbete med att restaurera och återskapa flodkräftbestånd i sjön Gimmen.
- 2009: Hinsen-Logärdens fvof, för deras arbete med att tillgängliggöra fisket för rörelsehindrade
- 2007–2008: Ulvsta fvof & Åmots fvof, Ulvsta fvof får priset för sitt arbete med att ajourför fiskerättsförteckningen och Åmots fvof får priset för sitt arbete med att utveckla fisket som en landsbygdsnäring.
- 2006: Storsjöns fvof, bl.a. för deras arbete med ungdomar.
- 2005: Barkensjöarnas fvof, för deras arbete med kräftor och kräftfiske.
- 2004: Ore fvof, för deras arbete med fiskvägar och undanröjande av vandringshinder.
- 2003: Ljusdals fvof, för deras arbete med restaurering av vattendrag.
- 2002: Nedre Testeboåns fvof, för deras långsiktiga arbete med fiskevårdsområdets förvaltning och skötsel.
- 2001: Ingegerd Lindfors, för sitt arbete med att aktivera kvinnor i föreningarna och sitt goda arbete som EU-samordnare.